# Jean Bernard Léon Foucault

Animacja ruchu wahadła na półkuli południowej

Jean Bernard Léon Foucault (ur. 18 września 1819 w Paryżu, zm. 11 lutego 1868 tamże) – francuski fizyk doświadczalny, członek Francuskiej Akademii Nauk, Petersburskiej Akademii Nauk i członek zagraniczny Towarzystwa Królewskiego w Londynie (od 1864). Laureat Medalu Copleya (1855).

## Życiorys
Zajmował się głównie mechaniką klasyczną, optyką i elektromagnetyzmem. W tej pierwszej dziedzinie Foucault dwojako udowodnił ruch obrotowy Ziemi:
- doświadczalnie zaprezentował efekt Coriolisa, używając dużego – liczącego ponad 60 metrów długości[1] – wahadła nazwanego jego nazwiskiem, zawieszonego w Paryskim Obserwatorium Astronomicznym (w lutym 1851 roku)[3]
- pokazał efekt żyroskopowy za pomocą skonstruowanego przez siebie żyroskopu[3] z zawieszeniem Cardana (1852)[1]

Foucault dokonał jednego z pierwszych pomiarów prędkości światła w powietrzu i w wodzie; zbudował pryzmat polaryzacyjny i fotometr; wprowadził technikę srebrzenia szkła odbijającego światło w teleskopie. Był pionierem w dziedzinie fotografii astronomicznej; przysłużył się również spektroskopii, badając widmo Słońca w zakresie podczerwonym. Odkrył też elektryczne prądy wirowe (zwane również prądami Foucaulta) oraz ulepszył wiele urządzeń, np. lampę łukową czy cewkę indukcyjną.

## Upamiętnienie
- Jego nazwisko pojawiło się na liście 72 nazwisk na wieży Eiffla[4].
- Na jego cześć nazwano asteroidę – (5668) Foucault[5].